# طواف إيطاليا 1920
طواف إيطاليا 1920 هو سباق دراجات هوائية أقيم في إيطاليا بتاريخ 23 مايو – 6 يونيو، تكون السباق من 8 مراحل وامتدّ لمسافة 2632 كم بسرعة 25.64 كم/س، استغرق السباق 102 ساعة 44 دقيقة 33 ثانية. فاز به الإيطالي غايتانو بيللوني.